# Natació als Jocs Olímpics d'estiu de 1908
Als Jocs Olímpics de 1908 celebrats a la ciutat de Londres (Regne Unit) es disputaren sis proves de natació en una piscina construïda per l'ocasió. La competició, realitzada tan sols en categoria masculina, es desenvolupà entre els dies 13 i 25 de juliol.

## Nacions participants
En les proves de natació hi participaren 100 nedadors d'un total de 14 nacionalitats:
| - Australàsia (5) - Àustria (1) - Bèlgica (7) - Canadà (1) - Dinamarca (5) - Estats Units (8) - Finlàndia (3) |  | - França (4) - Hongria (10) - Imperi Alemany (5) - Itàlia (4) - Països Baixos (7) - Regne Unit (28) - Suècia (12) |

## Resum de medalles
| Prova                           | Or                                                                          | Argent                                                       | Bronze                                                                 |
| 100 m lliures detalls           | Charles Daniels                                                             | Zoltán Halmay                                                | Harald Julin                                                           |
| 400 m lliures detalls           | Henry Taylor                                                                | Frank Beaurepaire                                            | Otto Scheff                                                            |
| 1.500 m lliures detalls         | Henry Taylor                                                                | Thomas Battersby                                             | Frank Beaurepaire                                                      |
| 100 m esquena detalls           | Arno Bieberstein                                                            | Ludvig Dam                                                   | Herbert Haresnape                                                      |
| 200 m braça detalls             | Frederick Holman                                                            | William Robinson                                             | Pontus Hanson                                                          |
| relleus 4×200 m lliures detalls | Regne UnitJohn Derbyshire · Paul Radmilovic · William Foster · Henry Taylor | HongriaJózsef Munk Imre Zachár Béla Las-Torres Zoltán Halmay | Estats UnitsHarry Hebner · Leo Goodwin · Charles Daniels · Leslie Rich |

## Medaller
| Posició | País           | Or | Argent | Bronze | Total |
| 1       | Regne Unit     | 4  | 2      | 1      | 7     |
| 2       | Estats Units   | 1  | 0      | 1      | 2     |
| 3       | Imperi Alemany | 1  | 0      | 0      | 1     |
| 4       | Hongria        | 0  | 2      | 0      | 2     |
| 5       | Australàsia    | 0  | 1      | 1      | 2     |
| 6       | Dinamarca      | 0  | 1      | 0      | 1     |
| 7       | Suècia         | 0  | 0      | 2      | 2     |
| 8       | Àustria        | 0  | 0      | 1      | 1     |